# شاندون (کالیفرنیا)
شاندون (به انگلیسی: Shandon) یک منطقهٔ مسکونی در ایالات متحده آمریکا است که در شهرستان سن لوییز اوبیسپو، کالیفرنیا واقع شده‌است. شاندون ۷٫۷۴۲ کیلومتر مربع مساحت و ۱٬۲۹۵ نفر جمعیت دارد و ۳۱۷ متر بالاتر از سطح دریا واقع شده‌است.